# Echo24
Echo24 – regionalna stacja telewizyjna należąca do Tomasza Kurzewskiego, Tomasza Nykiela i Pawła Czumy, nadająca z Wrocławia, Świdnicy i Łysej Góry w Dziwiszowie, od 3 października 2016 (z przerwą od 31 marca 2018 do 2 lipca 2019).
Prezesem zarządu i redaktorem naczelnym stacji jest Paweł Czuma, wiceprezesem zarządu Tomasz Nykiel, zaś zastępcą redaktora naczelnego od 1 sierpnia 2024 roku Dariusz Wieczorkowski.

## Historia
Właścicielem telewizji Echo24 była spółka o tej samej nazwie, należąca do spółki ATM Grupa. Echo24 wystartowała z regularną emisją 3 października 2016 r., nadawała głównie programy informacyjne i publicystyczne o wydarzeniach na Dolnym Śląsku, w tym głównie we Wrocławiu. Stację emitowano na dostępnym w rejonie Wrocławia i Świdnicy multipleksie naziemnej telewizji cyfrowej MUX L4, należącym do spółki Echo24, i w sieciach kablowych na terenie województwa.
Stacja zakończyła nadawanie 31 marca 2018 r. z powodu niewystarczającego zapotrzebowania lokalnego rynku na reklamę telewizyjną. W następnym roku spółka Echo24 została przejęta przez Michała Winnickiego oraz należącą do niego spółkę Nova Media. 13 maja 2019 r. spółka zmieniła nazwę na MWE Teleport. Następnie telewizję poprzez spółkę Karkonosze Play odkupili Paweł Czuma i Tomasz Nykiel. Nowy właściciel zapowiedział reaktywowanie kanału Echo24.
2 lipca 2019 r. pojawiła się testowa emisja stacji Echo24, która ma być reaktywowana poprzez spółkę Karkonosze Play, a od 15 lipca 2019 o 12:00 znowu nadaje regularnie emisji, w tym Informacje Echo24 co godzinę.

## Pasma Echo24

### Obecne
- Informacje Echo24
- Rozmowa Echo24
- W pajęczynie pytań – Tomasz Pajączek
- Hej Śląsk
- Dzień dobry we Wrocławiu - Доброго ранку у Вроцлаві
- Elementarz Cyfrowy
- Czas dla Wrocławia (początek był TV4 TeDe)
- Interwencja Dziennikarska
- Kalejdoskop Seniora
- Żyj zdrowiej
- Nie daj się wirusowi. Ćwicz z KOSiRem
- Domowe Ratowanie Świata
- Wrocławskiego Centrum Rozwoju Społecznego

### Cykliczne
- Wasze życzenia (w okresie świąteczym)

### Dawne
- Jakie to proste
- Przegląd medialny
- Poranek Echo24
- Odkrywamy Wrocław
- Portrety Dolnoślązaków
- Magazyn Samorządowy
- Sportowe Echo Tygodnia
- Sport Echo24
- Szach Mat
- Echo Wrocławia
- 5 o'Clark
- Punkt Widzenia Dolnego Śląska
- Punkt Widzenia Wrocławia
- Poranki z Dolnego Śląska
- Studio Powódź 1997
- Senior Express
- Bez ryzyka
- Echobudka
- Ogarniam MPK
- Akademia Viessmann Ogrzewania
- Tajemnice Dolnego Śląska
- Spacerownik Wrocławski
- Kierunek Dolny Śląsk

## Prezenterzy

### Prowadzący
- Tomasz Pajączek
- Marcin Torz
- Paweł Czuma (członek zarządu)
- Dariusz Wieczorkowski

### Dziennikarze
- Maciej Piasecki
- Marta Wrońska
- Martyna Jasińska-Sroka
- Mateusz Lubański
- Natalia Sawa
- Hanna Galik
- Nina Yevtushenko
- Zuzanna Kuczyńska
- Katarzyna Sudnik

### Dawne
- Mateusz Czmiel (obecnie reporter radiowy)
- Arkadiusz Skarbowski (obecnie reporter magazynu porannego Pytanie na śniadanie w TVP2)
- Monika Włodarczyk (przed Tede)
- Marta Balukiewicz (obecnie TVN24)
- Klaudia Nawrocka (obecnie TVN24)
- Patrycja Nawrocka (obecnie Polsat News)
- Artur Brzozowski
- Łukasz Ciona
- Ewa Wolniewicz (była prezes zarządu)
- Piotr Błachut (obecnie zajmuje się wizerunkiem i promocją, wcześniej reporter TVP3 Wrocław i TVP Info)
- Kacper Kowalczyk (obecnie prezenter Czwórka Polskiego Radia)
- Magdalena Mank
- Marian Maciejewski

## Nadajniki
| Nadajniki cyfrowe                                                    | Kanał | Częstotliwość | Moc ERP nadajnika | Polaryzacja | Kierunkowość | Kompresja wizji |
| -------------------------------------------------------------------- | ----- | ------------- | ----------------- | ----------- | ------------ | --------------- |
| Kobierzyce – Pustków Żurawski (ul. Kolejowa 11)                      | 24    | 498 MHz       | 1 kW              | pozioma     | dookólna     | MPEG-4          |
| Świdnica – komin Miejskiego Zakładu Energii Cieplnej (ul. Pogodna 1) | 24    | 498 MHz       | 1 kW              | pozioma     | dookólna     | MPEG-4          |
| Wrocław – Sky Tower (ul. Powstańców Śląskich 95)                     | 24    | 498 MHz       | 2 kW              | pozioma     | dookólna     | MPEG-4          |